# نادي فانفولا
نادي ايه سي فانفولا (بالإنجليزي Associazione Sportiva Dilettantistica Fanfulla) هو نادي تابع لإتحاد كرة قدم إيطالي يقع في لودي ، لومباردي . يأتي اسم النادي من بارتولوميو فانفولا من لودي ، وهو واحد من 13 فارسًا إيطاليًا هزموا الفرنسيين في تحدي بارليتا عام 1503. لهذا السبب يُطلق على فريق لودي أيضًا اسم Guerriero (محارب بالإيطالية) من قبل أنصاره.
في عام 1974 ، حصل النادي على النجمة الذهبية عن جدارة الرياضة. 
فانفولا، أحد أقدم أندية كرة القدم والرياضة في إيطاليا ، تأسس في 18 أكتوبر 1874 كنادي متعدد الرياضات تحت مسمى Società Lodigiana di Ginnastica e Scherma (نادي لودي للجمباز والمبارزة ) ، وتأسس قسم كرة القدم في عام 1908. لعب فانفولا 13 دوريًا في دوري الدرجة الثانية خلال الأربعينيات والخمسينيات من القرن الماضي ، ويلعب الآن في دوري الدرجة الرابعة . ألوانه بالأبيض والأسود.
على المستوى التاريخي ، تفتخر فانفولا بأنجح ثمانية عشر مشاركة في بطولة الدرجة الثانية الوطنية (في صيغها المختلفة) ، والتي شاركت فيها مؤخرًا في 1953-1954 ؛ كما فاز مرتين بالمركز الثالث وفاز بكأس إيطاليا في هذه الفئة.
تدين الرابطة باسمها إلى فانفولا من لودي (Fanfulla da Lodi) ، أحد الفرسان الإيطاليين الثلاثة عشر الذين هزموا الفرنسيين في تحدي بارليتا عام 1503.
في موسم 2021-2022 لعب في بطولة دوري الدرجة الرابعة ، المستوى الرابع لهرم الكرة الإيطالي. احتل المركز 92 في إيطاليا ، في ترتيب التقاليد الرياضية ، للمشاركة في البطولات.

## أشهر لاعبي كرة القدم
أشهر لاعب لعب في فانفولا هو جيانبيرو ماريني من لودي ، بطل العالم مع المنتخب الإيطالي عام 1982 ، والذي ظهر لأول مرة في الفريق الأول بقميص يوفنتوس في 1968-1969. البلوز الآخرون الذين ارتدوا زي فانفولا هم إجيديو كابرا ، أسود وأبيض في الثلاثينيات والأربعينيات ، ورينو مارشيسي ، الذي مر عبر لودي في 1956-1957.
- أوتيلو سوبيناغي أيضًا في فانفولا من عام 1925 إلى عام 1929 وفي موسم 1940-1941 ؛
- ماريو أكيربي من عام 1934 إلى عام 1939 ومن عام 1945 إلى عام 1947 ؛
- برونو كرولا من عام 1938 إلى عام 1942 ومن عام 1943 إلى عام 1944 ؛
- إرميليندو لوفاجنيني من عام 1939 إلى عام 1941 ، ومن عام 1943 إلى عام 1944 ، ومرة أخرى في عام 1951-1952 ؛
- جياسينتو جولدانيجا بين عامي 1946-1950 و 1953-1954 ؛
- ألبرتو سبيلتا بين عامي 1961 و 1963 ؛
- جوزيبي سانينو بين عامي 1982 و 1984 ؛
- لوريس بوني من 1987 إلى 1990 ؛
- كورادو فيرديلي في 1997-1998 ؛
- ماسيمو لومبارديني في 2003-2004 ؛
- نيكولا بوسيلي من 2004 إلى 2006 وفي 2007-2008 ؛
- ريكاردو ماسبيرو 2005-2007 ؛
- مانويل باسكالي من 2019 إلى 2021.

## مرتبة الشرف
- الدوري الإيطالي Coppa Italia Serie C : 1
  - الفائزون: 1983 - 1984